# Liste der Stolpersteine in Dahn
Die Liste der Stolpersteine in Dahn enthält alle 18 Stolpersteine, die von Gunter Demnig in Dahn am 28. Juni 2006 und am 21. November 2007 verlegt wurden. Sie sollen an die Opfer des Nationalsozialismus erinnern, die in Dahn ihren letzten bekannten Wohnsitz hatten, bevor sie deportiert, ermordet, vertrieben oder in den Suizid getrieben wurden. Weitere vier Stolpersteine wurden vor dem Haus Schäfergasse 8 verlegt. Diese Stolpersteine wurden jedoch auf einen Wunsch von Familienangehörigen hin wieder entfernt.
Hinweis: Die Liste ist sortierbar. Durch Anklicken eines Spaltenkopfes wird die Liste nach dieser Spalte sortiert, zweimaliges Anklicken kehrt die Sortierung um. Durch das Anklicken zweier Spalten hintereinander lässt sich jede gewünschte Kombination erzielen.

## Liste der Stolpersteine
| Adresse                 | Name                                       | Inschrift                                                                           | Bild | Kollektion | Lage |
| ----------------------- | ------------------------------------------ | ----------------------------------------------------------------------------------- | ---- | ---------- | ---- |
| Grabenstraße 11 ·       | Friedrich Levy Jg. 1900                    | Deportiert 26.2.1942 Izbica Ermordet 1943 in Auschwitz                              |      |            |      |
| Grabenstraße 11 ·       | Gerda Wolff geb. Levy Jg. 1889             | Deportiert 22.20.1940 Gurs Ermordet 1942 in Treblinka                               |      |            |      |
| Grabenstraße 11 ·       | Johanna Levy geb. Fetterer Jg. 1902        | Deportiert 26.2.1942 Izbica Ermordet 1943 in Auschwitz                              |      |            |      |
| Grabenstraße 11 ·       | Martha Schwarz geb. Levy Jg. 1890          | Deportiert 22.10.1942 Gurs Ermordet in Auschwitz                                    |      |            |      |
| Grabenstraße 11 ·       | Regina Ernestine 'Dina' geb. Levy Jg. 1892 | Deportiert 21.7.1942 Theresienstadt Ermordet 1942 in Auschwitz                      |      |            |      |
| Hasenbergstraße 4 ·     | Kapuzinerpater Ingbert Naab Jg. 1885       | Im christlichen Widerstand Flucht 1933 Schweiz 1934 Königshofen Elsaß Tot 28.3.1935 |      |            |      |
| Kirchgasse 1 ·          | Pfarrer Jakob Schwalb Jg. 1872             | 'Schutzhaft' Misshandelt Tot 1934 Mannheim Haftfolgen                               |      |            |      |
| Marktstraße 14 ·        | Josef Katz Jg. 1870                        | Deportiert 1940 Gurs Ermordet 1943 Auschwitz                                        |      |            |      |
| Marktstraße 14 ·        | Thekla Katz geb. Teutsch Jg. 1881          | Deportiert 1940 Gurs Tot 14.12.1940                                                 |      |            |      |
| Marktstraße 16 ·        | Marianne Katz geb. Simon Jg. 1886          | Deportiert 1940 Gurs Ermordet 1942 Auschwitz                                        |      |            |      |
| Marktstraße 20 ·        | Josef Kullmann Jg. 1853                    | Deportiert 1942 Theresienstadt Tot 1942                                             |      |            |      |
| Marktstraße 24 ·        | Sigmund Rosenstiel Jg. 1875                | Inhaftiert 1937 Gefängnis Frankenthal Tot 1938 Haftfolgen                           |      |            |      |
| Weißenburger Straße 2 · | Barbara 'Blüta' Levy Jg. 1880              | Deportiert 1940 Gurs Ermordet 1942 Auschwitz                                        |      |            |      |
| Weißenburger Straße 2 · | Elsa Levy geb. Rosenstiel Jg. 1894         | Deportiert 1940 Gurs Ermordet 1942 Auschwitz                                        |      |            |      |
| Weißenburger Straße 2 · | Helene Rosenstiel Jg. 1889                 | Deportiert 1940 Gurs Ermordet 1942 Auschwitz                                        |      |            |      |
| Weißenburger Straße 2 · | Helmut Levy Jg. 1925                       | Deportiert 1940 Gurs Ermordet 1942 Todesmarsch 1945 Tot im KZ Buchenwald            |      |            |      |
| Weißenburger Straße 2 · | Julius Levy Jg. 1886                       | Deportiert 1940 Gurs Ermordet 1942 Auschwitz                                        |      |            |      |
| Weißenburger Straße 2 · | Ludwig Levy Jg. 1878                       | Deportiert 1940 Gurs Ermordet 1942 Auschwitz                                        |      |            |      |